# Mimeresia katangae
Mimeresia katangae är en fjärilsart som beskrevs av Hawker-smith 1926. Mimeresia katangae ingår i släktet Mimeresia och familjen juvelvingar. Inga underarter finns listade i Catalogue of Life.